# Arkansas City, Arkansas
Arkansas City är administrativ huvudort i Desha County i Arkansas. Vid 2010 års folkräkning hade Arkansas City 366 invånare.

## Kända personer från Arkansas City
- Maxie Parks, friidrottare